# Proledce!
PROLEDCE! je komunitní projekt usilující o záchranu bývalých Lázní Šternberk ve Středočeském kraji. Spolek stmeluje obyvatele obce Ledce a participativně s nimi pořádá různé události.

## Historie
Organizace působící v obci Ledce a její části Šternberk udržuje a zpřístupňuje lázeňský areál bývalých lázní spolu s jejich prameny, iniciuje a organizuje komunitní události, události zaměřené na životní prostředí, ale i informovaní obyvatel obce. V rámci životní prostředí se organizace zaměřuje na výsadbu stromořadí v obci i v bývalých lázních.

## Organizační uspořádání
Podle stanov je představenstvo organizace tvořeno předsedou, místopředsedou a shromážděním. Nejvyšším orgánem spolku je shromáždění. Podle oficiálních stránek organizace je předsedou, jehož volební období je v organizaci 5leté, Jan Maňas.

## Zajímavosti
Jedním z členů organizace je Jiří Šíma, pracovník muzea v Ledcích či výtvarnice Baldandorj Ariunzul. Předseda Jan Maňas je regionálním krajinářem, který se zasazuje o odborný přístup k ochraně přírody a krajiny.